# Lecane plesia
Lecane plesia är en hjuldjursart som beskrevs av Myers 1936. Lecane plesia ingår i släktet Lecane och familjen Lecanidae. Inga underarter finns listade i Catalogue of Life.